# 米恩河谷 (英國國會選區)
米恩河谷（英語：Meon Valley），英國國會一郡選區，包括英格蘭東南部漢普郡東南部，包括溫切斯特市東部、漢普郡東南部和哈文特區北部三個地方選區。
本區始設於2010年。在2010年大選中保守黨的喬治·霍林伯瑞以50.5%選票首次當選。